# Майкъл Ансара
Майкъл Ансара (на английски: Michael Ansara, 15 април 1922 – 31 юли 2013) е американски актьор, най-добре познат с ролите си на Кочис в сериала „Счупена стрела“ и командир Канг в три сериала от поредицата „Стар Трек". Известен е още и като гласа на Мистър Фрийз в „Батман: Анимационният сериал“. От 1960 г. има звезда на Холивудската алея на славата.

## Личен живот и смърт
Синът му Матю умира на 35 години на 25 юни 2001 г. от свръхдоза в Монровия, Калифорния.
Ансара Умира от усложнения от Алцхаймер в дома си в Калабасас на 13 юли 2013 г. на 91 години. Гробът му е във Форест Лоун Мемориъл Парк в Холивуд Хилс до този на сина му.